# Gynoplistia (Gynoplistia) alpigena
Gynoplistia (Gynoplistia) alpigena is een tweevleugelige uit de familie steltmuggen (Limoniidae). De soort komt voor in het Australaziatisch gebied.